# Parafia św. Bartłomieja w Suchej
Parafia Świętego Bartłomieja w Suchej – parafia rzymskokatolicka, znajdująca się w diecezji opolskiej, w dekanacie Strzelce Opolskie.